# Lethe moupinensis
Lethe moupinensis är en fjärilsart som beskrevs av Gustave Arthur Poujade 1884. Lethe moupinensis ingår i släktet Lethe och familjen praktfjärilar. Inga underarter finns listade i Catalogue of Life.